# Wielka transmisja (film 1938)
Wielka transmisja – film fabularny z 1938 roku w reżyserii Mitchella Leisena.

## Fabuła
Większość akcji filmu rozgrywa się na morzu, gdzie Pan S.B. Bellows prezentuje swój wynalazek: liniowiec zdolny zamieniać sygnały radiowe w elektryczność i pokonywać fale z prędkością stu mil na godzinę.

## Obsada
- W.C. Fields – T. Frothingill Bellows / S.B. Bellows
- Martha Raye – Martha Bellows
- Dorothy Lamour – Dorothy Wyndham
- Shirley Ross – Cleo Fielding
- Lynne Overman – Scoop McPhail
- Bob Hope – Buzz Fielding
- Leif Erickson – Bob Hayes
- Ben Blue – Mike

## Nagrody i nominacje[2]
Oscary 1939:
- wygrana w kategorii Najlepsza piosenka („Thanks for the Memory”)

Amerykański Instytut Filmowy:
- 63 miejsce dla piosenki „Thanks for the Memory” na Liście 100 najlepszych piosenek filmowych wszech czasów